# Mate Ganza
Mate Ganza (Brštanovo, 1936.), hrvatski je pjesnik.

## Životopis
Mate Ganza rođen u Brštanovu (kod Splita) 1936. godine. Gimnaziju je završio u Splitu, a Filozofski fakultet u Zagrebu. Radio je kao novinar, urednik i dramaturg. 
U lirici je zaokupljen sudbinom modernog čovjeka i njegovom ugroženošću u suvremenom svijetu. Ganzino pjesništvo prožeto je i misaonošću, a njegovi stihovi obilježeni su ritmom svečanog tona. 
Neka njegova djela je u svojoj antologiji Żywe źródła iz 1996. godine s hrvatskog na poljski jezik prevela poljska književnica i prevoditeljica Łucja Danielewska.

## Djela
Objavio je zbirke pjesama:
- “Pjesme strpljenja”,
- “Trg dobre nade”,
- “Opustošenja”,
- “Strepnje”,
- “Lomljenje kruha”,
- “Gutač vatre”,
- “Hvatanje sjene”,
- “Kamen na zemlji”.

Autor je i televizijskog filma o Tinu Ujeviću ("Sjećanje na Tina"").

## Nagrade
- 1993.: Nagrada "Tin Ujević", za zbirku soneta "Knjiga bdjenja"
- 2004.: Nagrada August Šenoa, za Most s putnikom.[1]
- 2006.: poetum oliveatus na manifestaciji Croatia rediviva: Ča, Kaj, Što – baštinski dani